# 尾崎駅

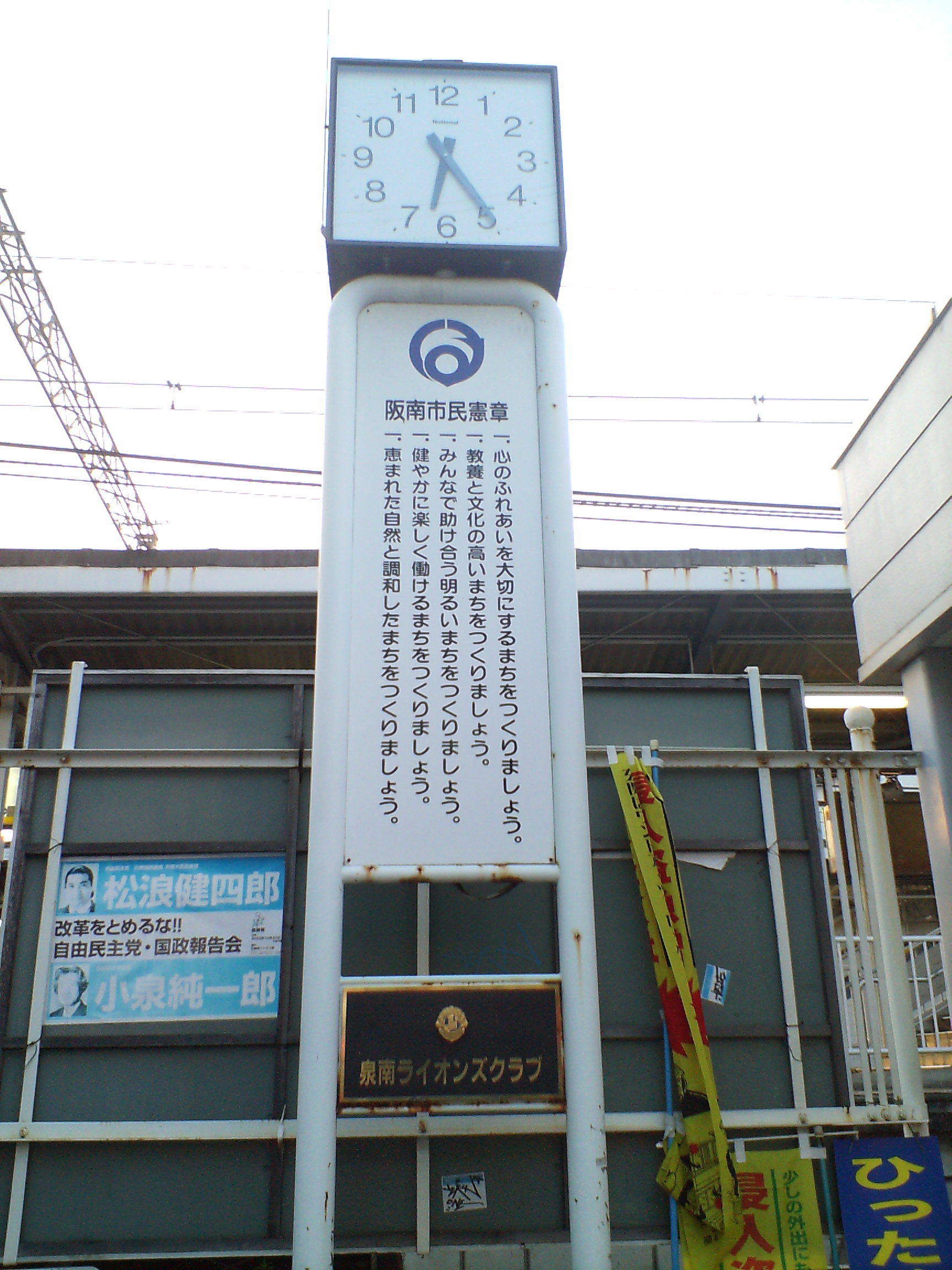
駅前には、『阪南市民憲章』が掲げられている。
（2007年7月）

尾崎駅（おざきえき）は、大阪府阪南市尾崎町にある、南海電気鉄道南海本線の駅。駅番号はNK37。阪南市の代表駅である。駅周辺は、旧泉南郡中心地の面影から、阪南市の公官庁が広がる。

## 概要
阪南市の中心に所在する。市内に所在する南海電気鉄道の駅は当駅と鳥取ノ荘駅・箱作駅である。

## 歴史

### 年表
- 1897年（明治30年）11月9日：南海鉄道 佐野駅（当時） - 当駅延伸により終着駅として開業。
- 1898年（明治31年）10月22日：当駅から和歌山北口駅（紀ノ川駅の前身、現存せず）まで路線延伸、途中駅となる。
- 1944年（昭和19年）6月1日：会社合併により近畿日本鉄道の駅となる。
- 1947年（昭和22年）6月1日：路線譲渡により南海電気鉄道の駅となる。
- 1973年（昭和48年）8月11日：橋上駅舎化し、ホーム延伸[1]。
- 2001年（平成13年）3月24日：特急停車駅に昇格。
- 2012年（平成24年）4月1日：駅ナンバリングが導入され、使用を開始[2][3]。
- 2017年（平成29年）
  - 10月22日：台風21号の影響で樽井駅 - 当駅間の男里川橋梁が損傷し、当該区間は運休となる[4]。
  - 11月1日：樽井駅 - 当駅間が上り線の線路を使用し単線で運転再開。
  - 11月23日：樽井駅 - 当駅間が上下線で運転再開[5]。
- 2018年（平成30年）
  - 9月4日：駅施設の配電盤および自動券売機などから出火する火災が発生し、駅舎が全焼[6]。台風21号の関連性が推測されている。9月10日まで駅を休止（全列車臨時通過扱い）[7]。
  - 9月11日：1番線と4番線に仮設のスロープと臨時の出入口を設置し、駅の営業を再開[8][9]。
- 2019年（平成31年）
  - 3月23日：駅舎の供用を再開[10]。
  - 4月6日：1・4番線の使用を再開[10]。

### 鉄道唱歌
鉄道唱歌第5集（関西・参宮・南海篇）（1900年（明治33年）作詞）56番の歌詞にて、当駅が登場する。
尾崎に立てる本願寺 樽井にちかき躑躅山 やまずに来て見ん春ふけて 花うつくしく咲く頃は

## 駅構造
待避設備を備えた島式ホーム2面4線を有する橋上駅。有効長は8両編成分で、なんば方に渡り線がある。通常ダイヤでは当駅折り返しの列車は設定されていないが、空港線の運転見合わせの際に普通が当駅で折り返したことがある。また、2017年の台風21号による男里川橋梁の陥没が起きた際には当駅での折り返しが行われた。
2014年10月18日のダイヤ改正により、日中に特急サザンと普通の緩急接続を行うようになり、日中でも1番線と4番線の使用頻度が大幅に増加した。
駅舎は上記のように2018年9月4日に台風21号の影響とみられる火災により焼失した。それに伴い、2019年4月6日のダイヤ改正までは1番線と4番線を使用停止して仮設のスロープと出入口を設置していた。この間待避線の使用が不可能であったため、当駅での緩急接続はダイヤを一部修正して泉佐野駅・樽井駅・みさき公園駅に移行されていた。焼失前の駅舎には売店、飲食店のほか、三井住友銀行のATMがあったが、橋上駅舎の復旧時点では店舗スペースのみ確保されており営業している店はない。
駅東口にはバス乗り場、西口にはタクシー乗り場がある。駅東出口にエスカレーター、駅西出口と各ホームにエレベーターが設置されている。

### のりば
| のりば | 路線   | 方向 | 行先         |
| ------ | ------ | ---- | ------------ |
| 1・2   | 南海線 | 下り | 和歌山市方面 |
| 3・4   | 南海線 | 上り | なんば方面   |

内側2・3番線が本線、外側1・4番線が待避線となっている。

## ギャラリー

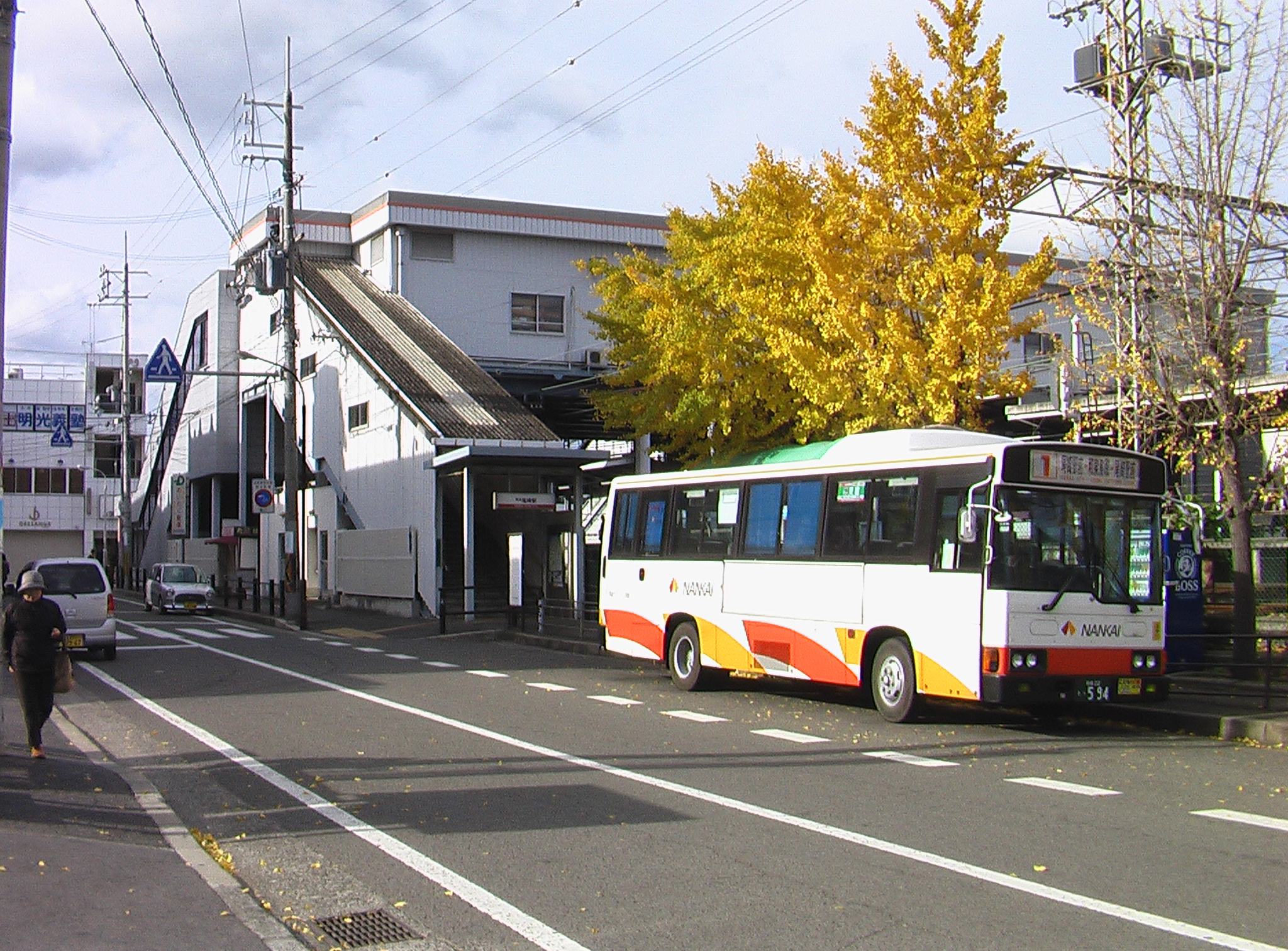
焼失前の駅舎（2006年12月）
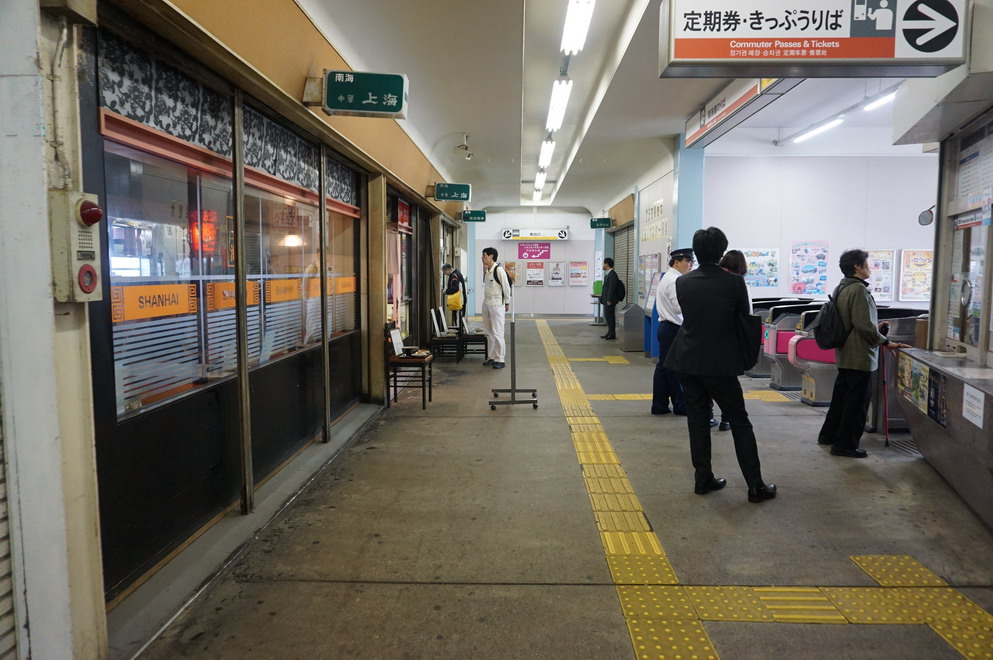
改札外コンコース（焼失前）
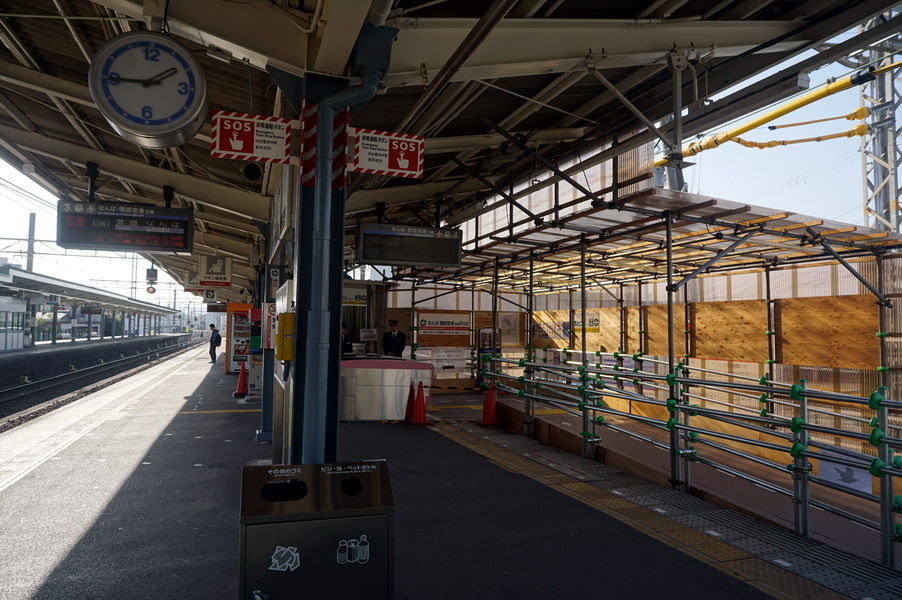
難波方面仮改札口と仮設通路（2018年12月）
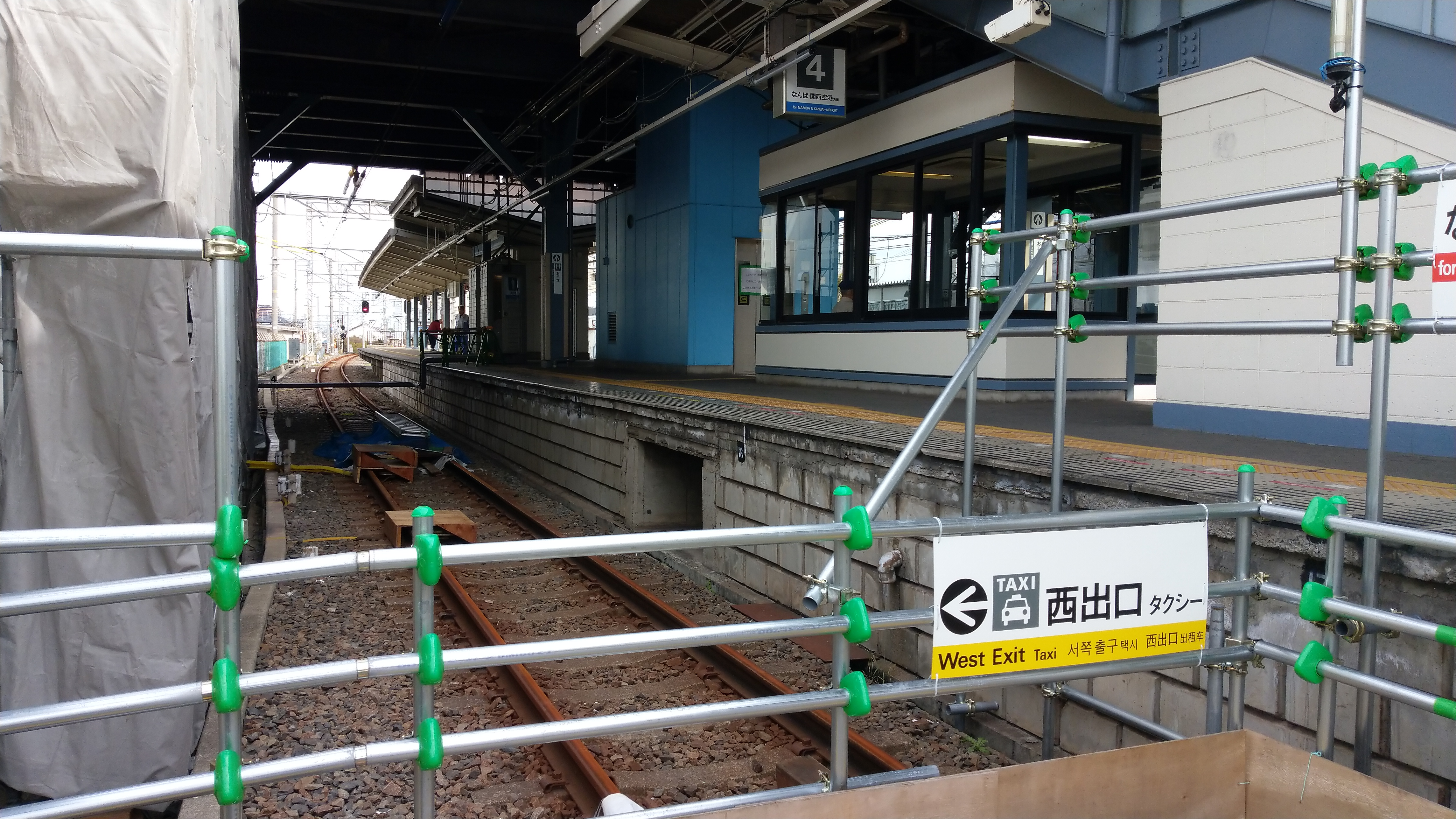
仮設通路設置のため使用停止中の4番線（2018年12月）
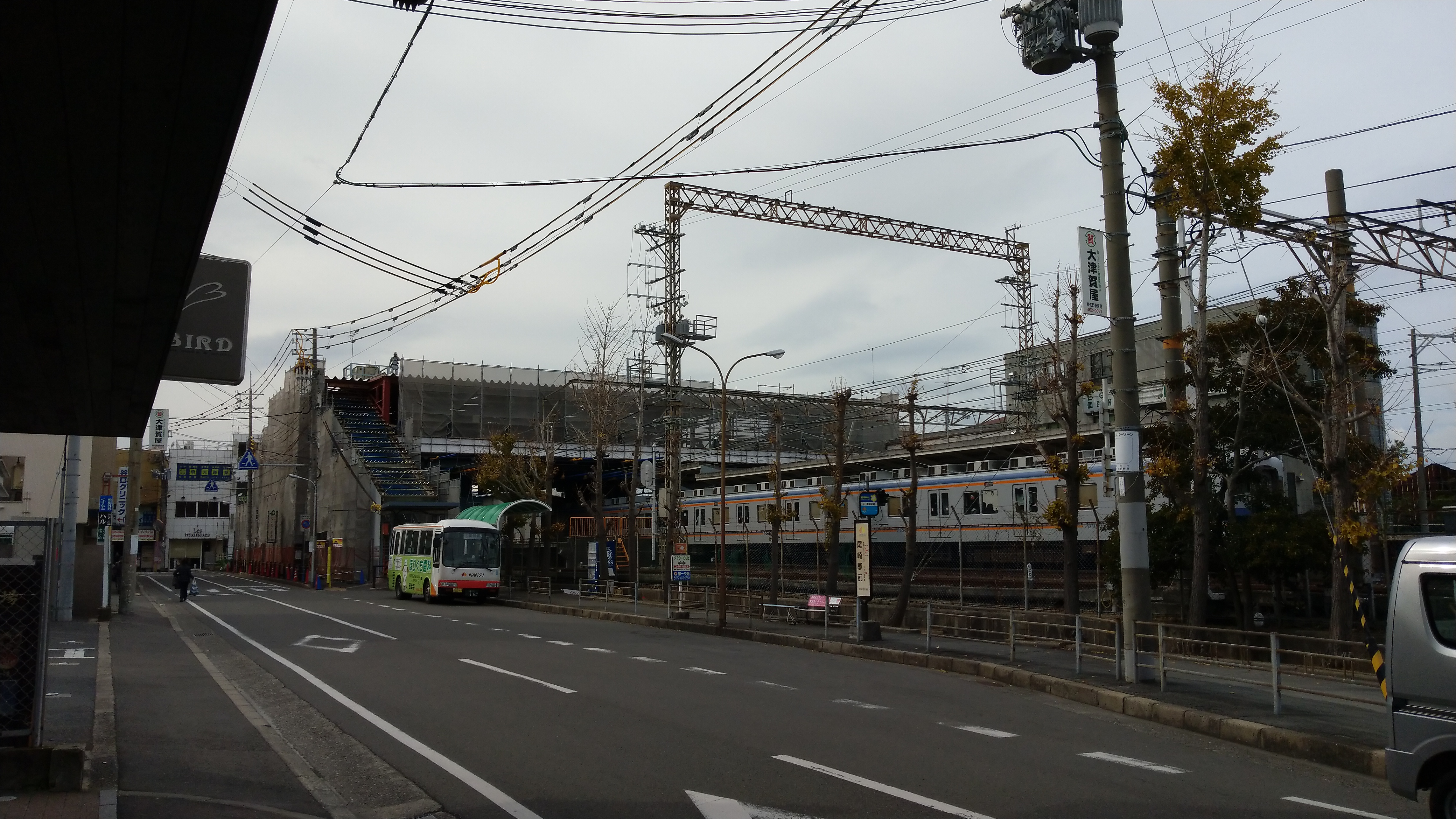
復旧工事中の尾崎駅舎（2018年12月）
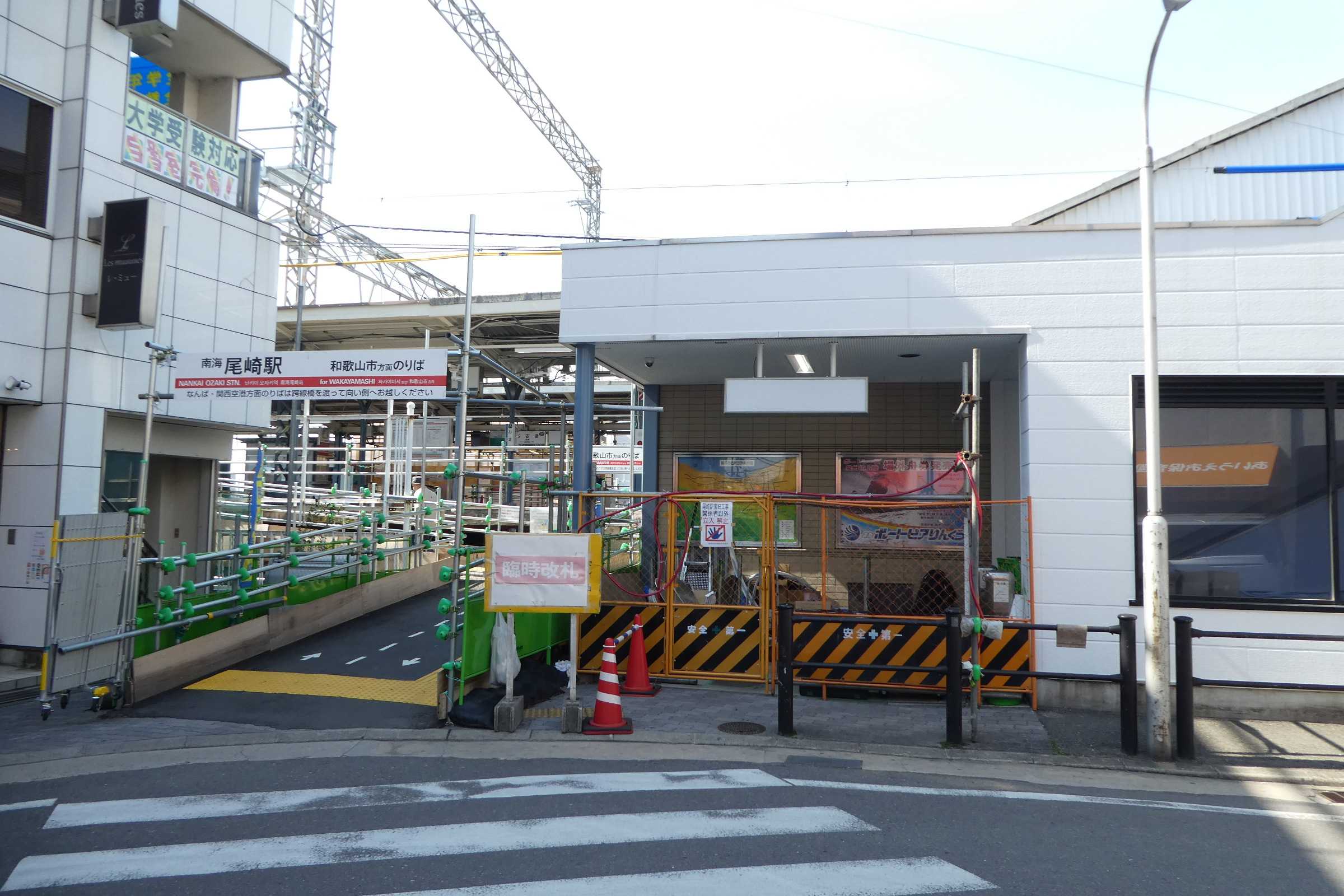
尾崎駅の「仮」東口（2019年3月）
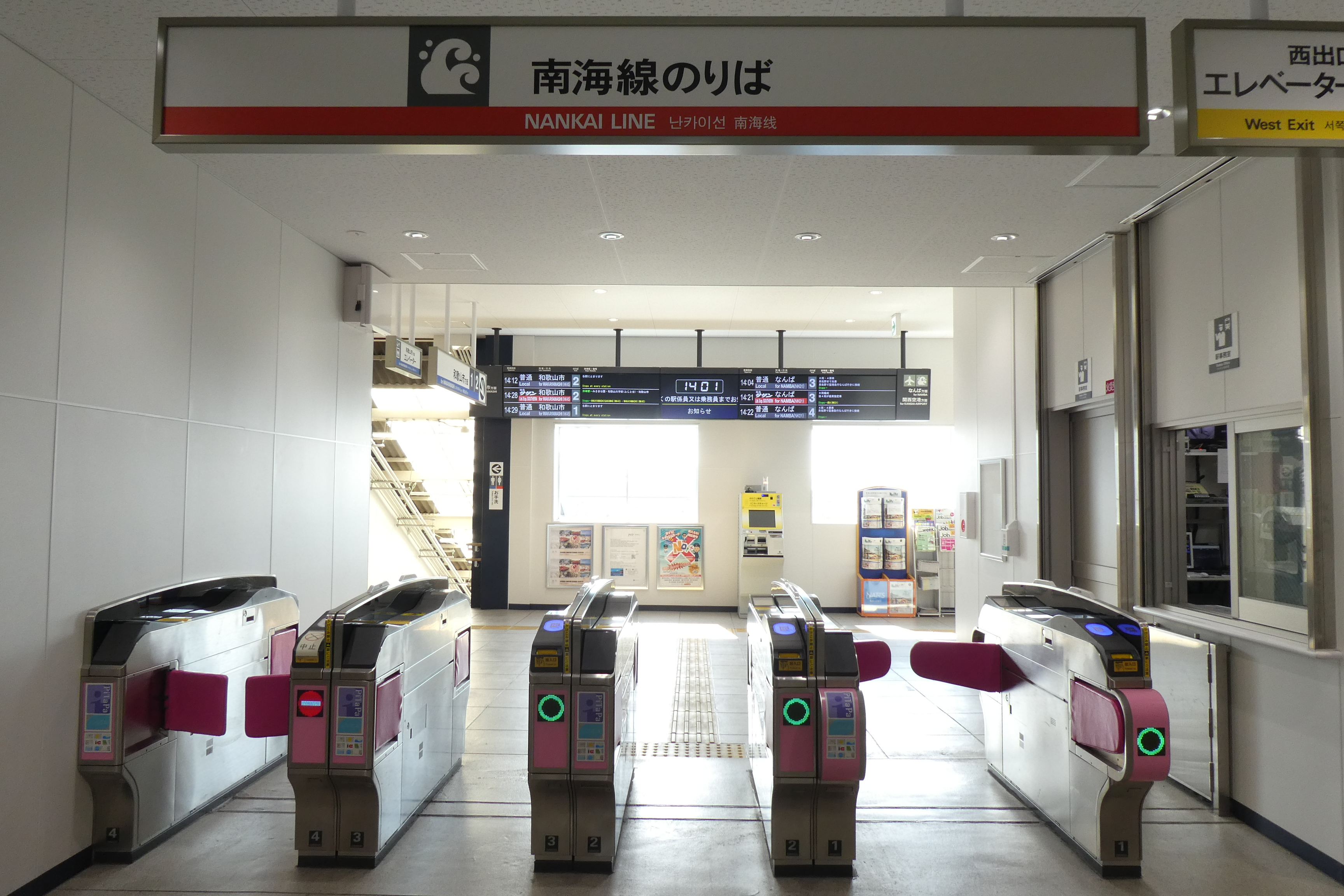
復旧後の改札口（2020年3月）

## 利用状況
2019年（令和元年）次の1日平均乗降人員は10,438人（乗車人員：5,047人、降車人員：5,391人）である。
近年の1日平均乗降・乗車人員数は下表の通り。
| 年次   | 1日平均 乗降人員 | 1日平均 乗車人員 | 順位 | 出典   |
| ------ | ---------------- | ---------------- | ---- | ------ |
| 2000年 | 14,195           | 7,034            | -    | [ 13 ] |
| 2001年 | 13,856           | 6,879            | -    | [ 14 ] |
| 2002年 | 13,402           | 6,662            | -    | [ 15 ] |
| 2003年 | 12,953           | 6,447            | -    | [ 16 ] |
| 2004年 | 12,599           | 6,265            | -    | [ 17 ] |
| 2005年 | 12,194           | 6,051            | 25位 | [ 18 ] |
| 2006年 | 12,087           | 6,005            | -    | [ 19 ] |
| 2007年 | 11,922           | 5,903            | -    | [ 20 ] |
| 2008年 | 11,732           | 5,808            | -    | [ 21 ] |
| 2009年 | 11,435           | 5,650            | -    | [ 22 ] |
| 2010年 | 11,342           | 5,611            | -    | [ 23 ] |
| 2011年 | 11,175           | 5,519            | 25位 | [ 24 ] |
| 2012年 | 11,176           | 5,519            | 25位 | [ 25 ] |
| 2013年 | 11,414           | 5,651            | 25位 | [ 26 ] |
| 2014年 | 11,321           | 5,576            | 25位 | [ 27 ] |
| 2015年 | 11,468           | 5,633            | 25位 | [ 28 ] |
| 2016年 | 11,271           | 5,535            | 26位 | [ 29 ] |
| 2017年 | 10,868           | 5,340            | 27位 | [ 30 ] |
| 2018年 | 10,203           | 4,720            | 28位 | [ 31 ] |
| 2019年 | 10,438           | 5,047            | 28位 | [ 32 ] |

## 駅周辺
駅周辺には次のような施設がある。

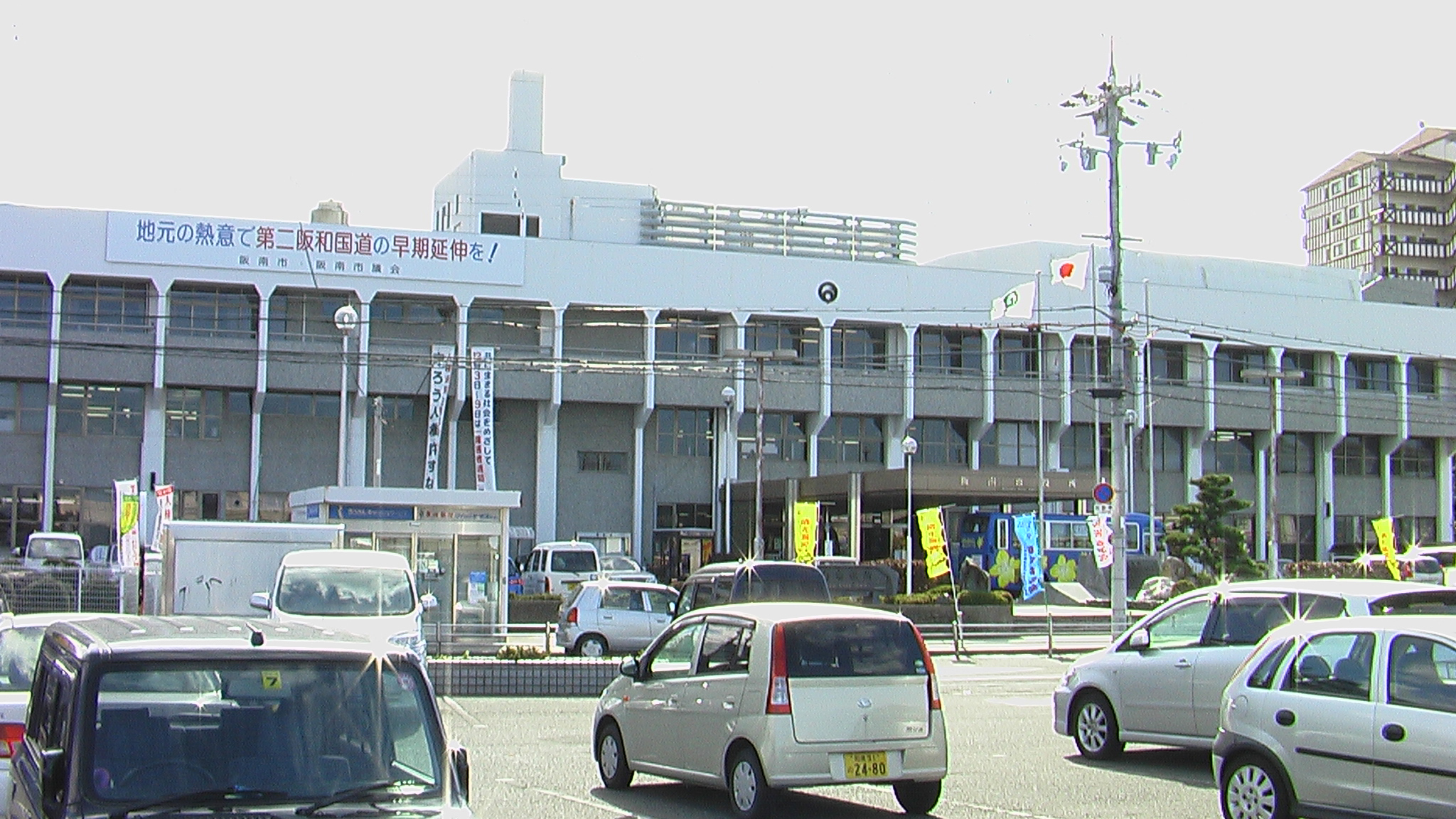
阪南市役所
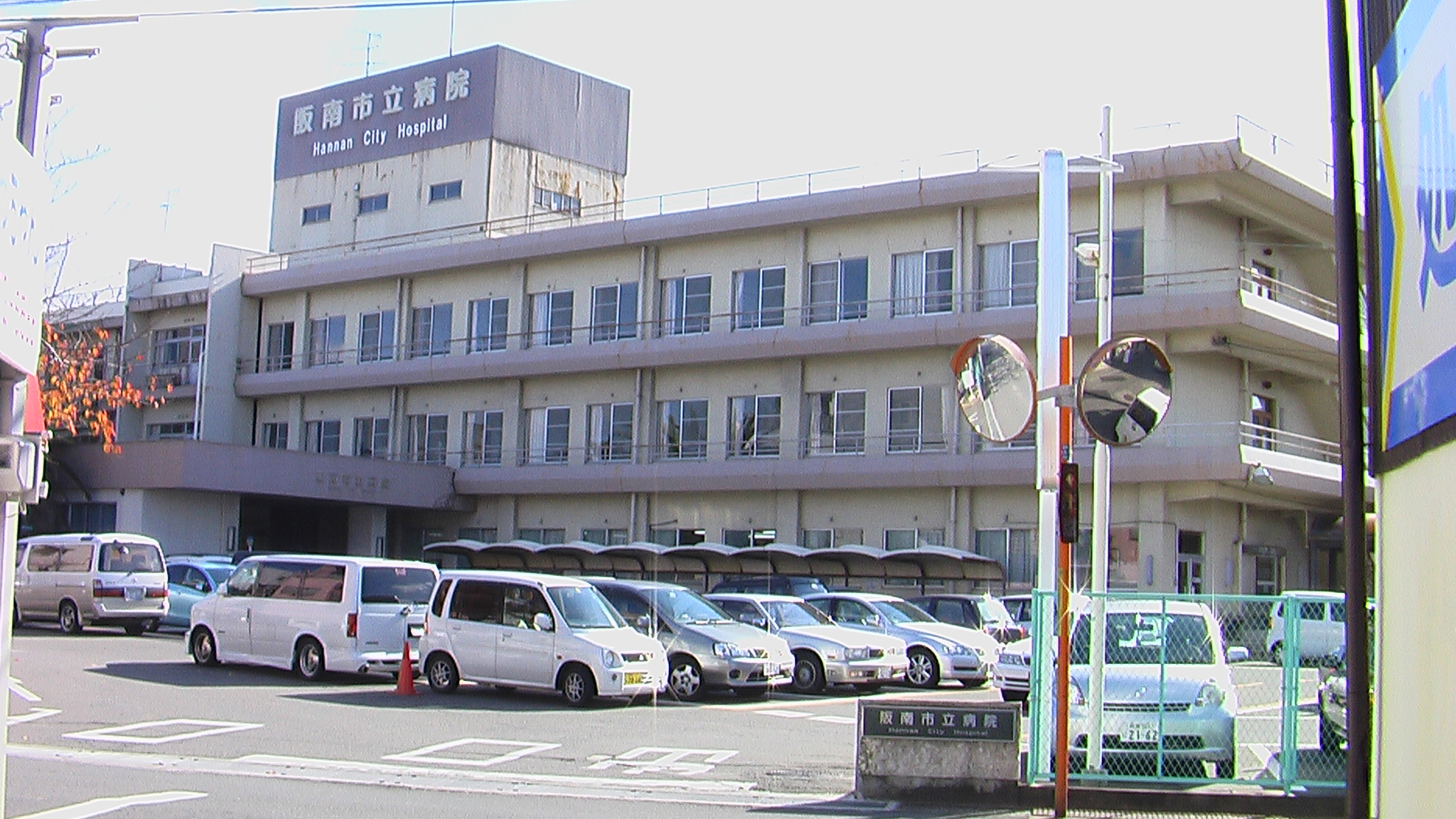
阪南市民病院
- 阪南市立文化センター
- 阪南尾崎郵便局(集配局)
- 阪南市立図書館
- 阪南市消防本部
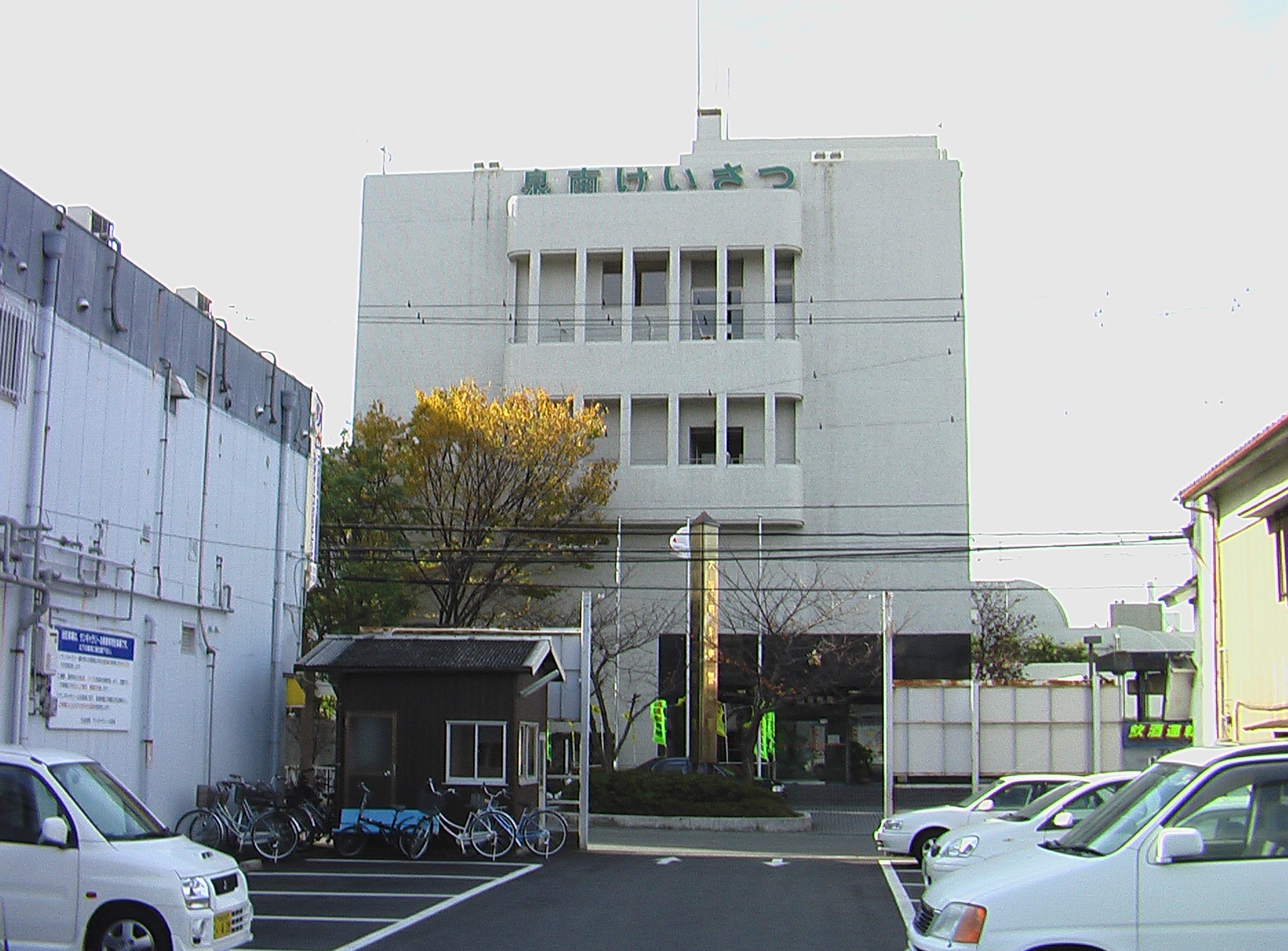
大阪府泉南警察署
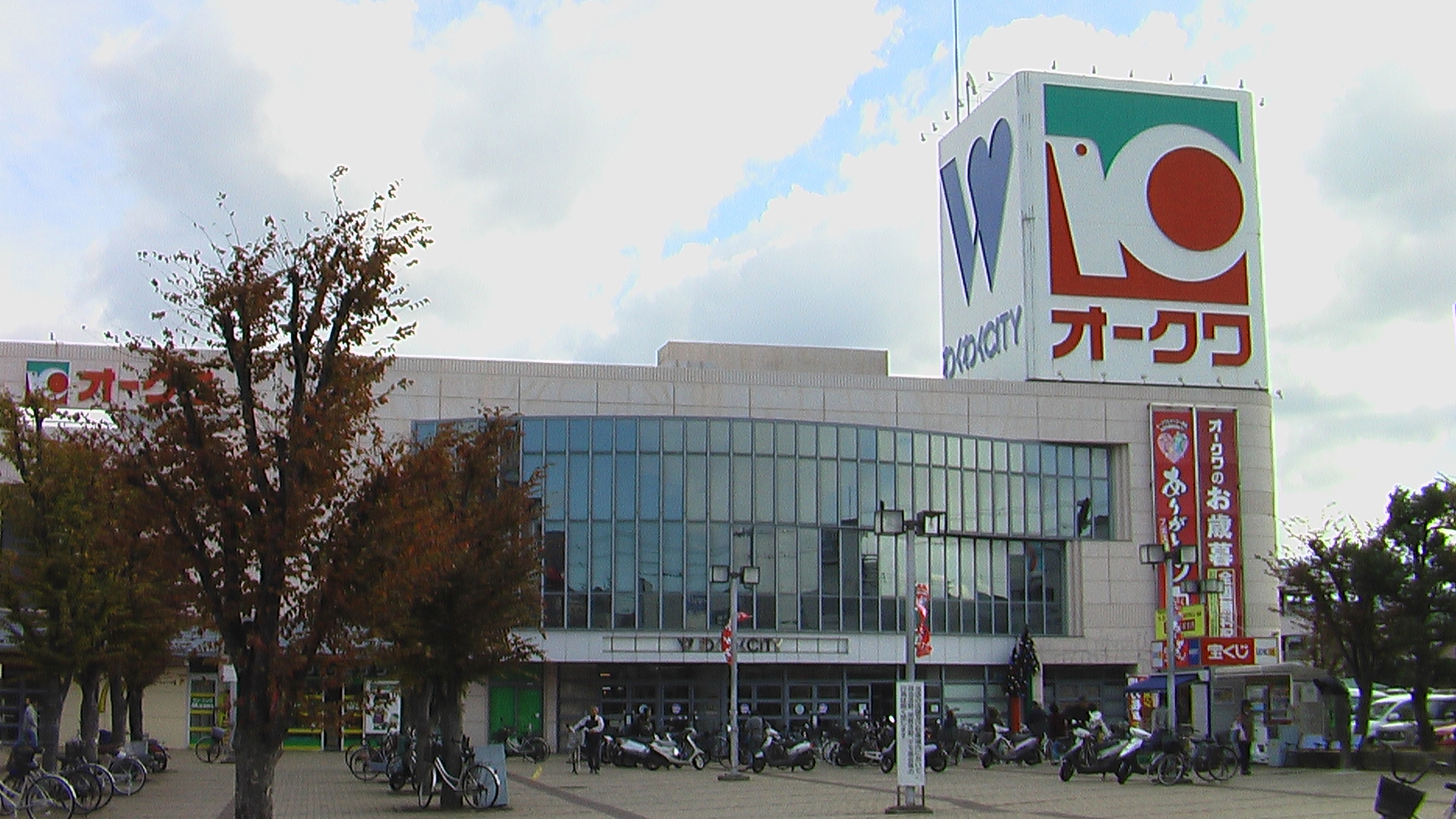
オークワわくわくシティ尾崎店
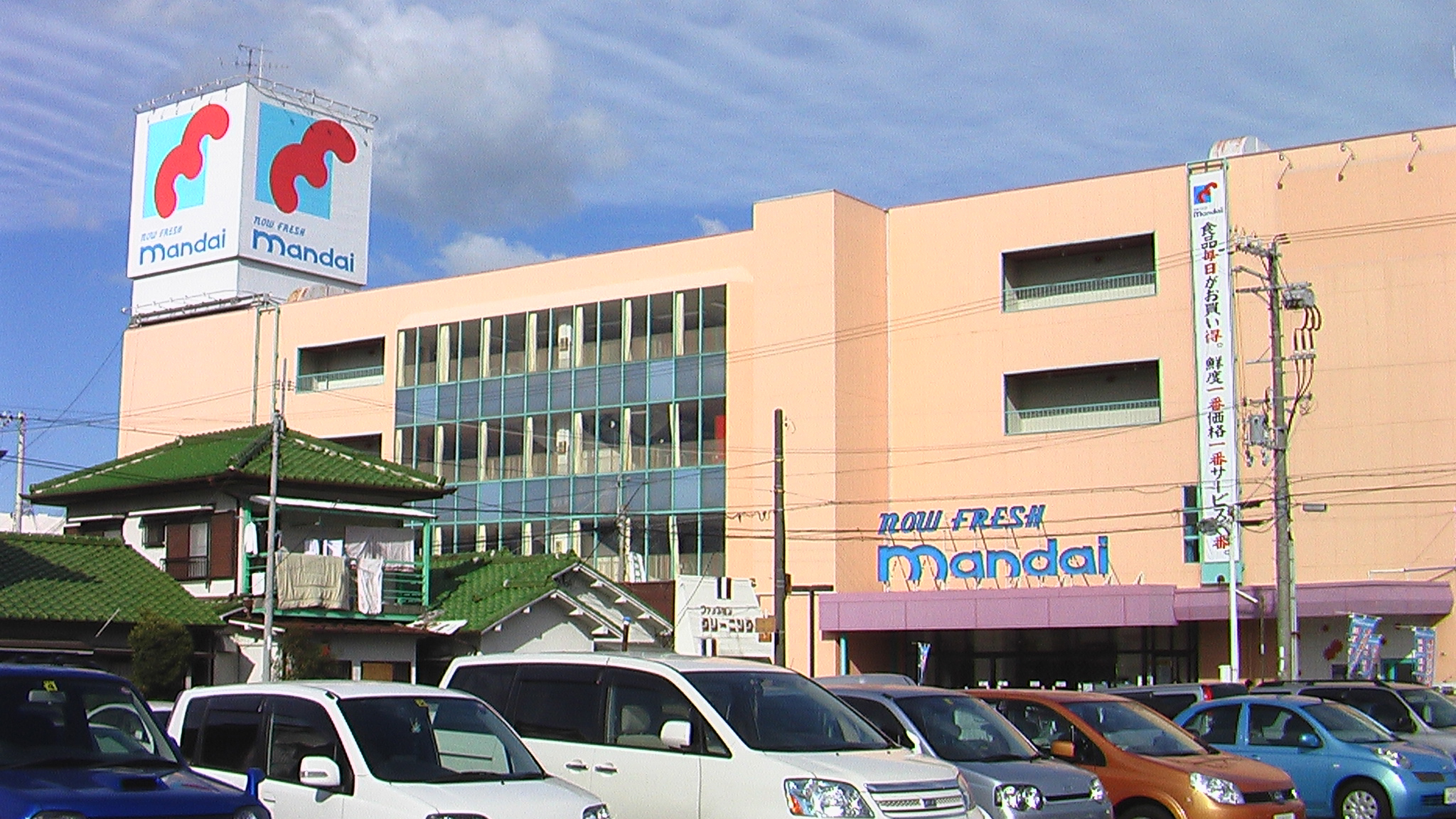
万代 尾崎店
- 紀陽銀行尾崎支店
- 池田泉州銀行阪南支店

- 阪南市役所
- 阪南市民病院
- 泉南警察署
- オークワわくわくシティ尾崎店
- 万代尾崎店

### バス路線
南海ウイングバス
- 尾崎線
  - 701系統：和泉鳥取循環 尾崎駅前行き
  - 701C系統：701系統の中村西口止め

阪南市コミュニティバス「さつき号」
（※南海ウイングバス南部が受託運行）
- 尾崎コース
- 山中渓・桜ヶ丘コース
- 緑ヶ丘・さつき台コース
- 光陽台・舞コース
- 桃の木台・万葉台コース
- いずみが丘・箱の浦コース

## 隣の駅
南海電気鉄道
 南海本線
■特急サザン・■急行
泉佐野駅 (NK30) - 尾崎駅 (NK37) - みさき公園駅 (NK41)
■区間急行・■普通
樽井駅 (NK36) - 尾崎駅 (NK37) - 鳥取ノ荘駅 (NK38)